# Blethisa guadricollis
Blethisa guadricollis är en skalbaggsart som beskrevs av Halderman. Blethisa guadricollis ingår i släktet Blethisa och familjen jordlöpare. Inga underarter finns listade i Catalogue of Life.